# Castellgalí
Castellgalí är en kommun i Spanien.   Den ligger i provinsen Província de Barcelona och regionen Katalonien, i den östra delen av landet, 500 km öster om huvudstaden Madrid. Antalet invånare är 2 001. Arean är 17,2 kvadratkilometer. Castellgalí gränsar till Manresa, Sant Vicenç de Castellet, Marganell och Sant Salvador de Guardiola. 
Terrängen i Castellgalí är huvudsakligen platt, men åt sydväst är den kuperad.